# Rychwałd (Gilowice)
Rychwałd (deutsch Rychwald, älter Lichtenwald) ist eine Ortschaft mit einem Schulzenamt der Gemeinde Gilowice im Powiat Żywiecki der Woiwodschaft Schlesien, Polen.

## Geographie
Rychwałd liegt im Saybuscher Becken (Kotlina Żywiecka).
Nachbarorte sind die Stadt Żywiec im Westen, Łękawica im Norden, Gilowice im Osten, Rychwałdek im Süden.

## Geschichte
Rychwałd ist eines der ältesten Dörfer im Saybuscher Becken.
Der Ort wurde erstmals urkundlich als die Kirche Lichtinwalth im Peterspfennigregister des Jahres 1335 im Dekanat Auschwitz des Bistums Krakau erwähnt. Später wurde es auch als Lichtenwald (1346–1358), Rythwald/Rychwald (1470–1480) erwähnt. Der Name ist deutschstämmig: Reich/Reh/riechender+Wald (Deutsche Ostsiedlung?).
Politisch gehörte das Dorf ursprünglich zum Herzogtum Auschwitz, dieses bestand ab 1315 in der Zeit polnischen Partikularismus. Seit 1327 bestand die Lehensherrschaft des Königreichs Böhmen. Das Gebiet von Żywiec mit dem Dorf wurde in den 1450ern unter ungeklärten Umständen vom Herzogtum Auschwitz abgetrennt. Seit 1465 gehörte es endgültig zu Polen.
Bei der Ersten Teilung Polens kam Rychwałd 1772 zum neuen Königreich Galizien und Lodomerien des habsburgischen Kaiserreichs (ab 1804).
1918, nach dem Ende des Ersten Weltkriegs und dem Zusammenbruch der k.u.k. Monarchie, kam Rychwałd zu Polen. Unterbrochen wurde dies nur durch die Besetzung Polens durch die Wehrmacht im Zweiten Weltkrieg.
Von 1975 bis 1998 gehörte Rychwałd zur Woiwodschaft Bielsko-Biała.

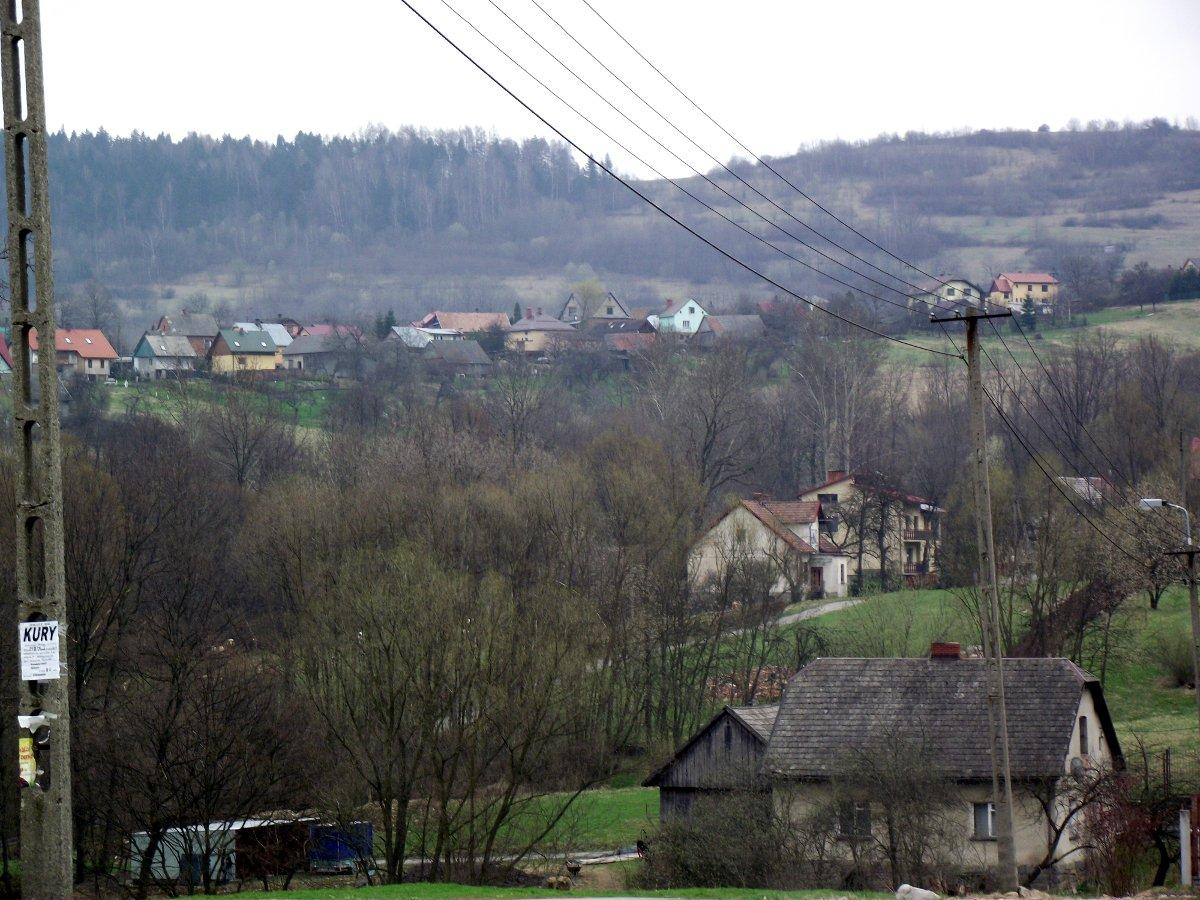
Ortsansicht
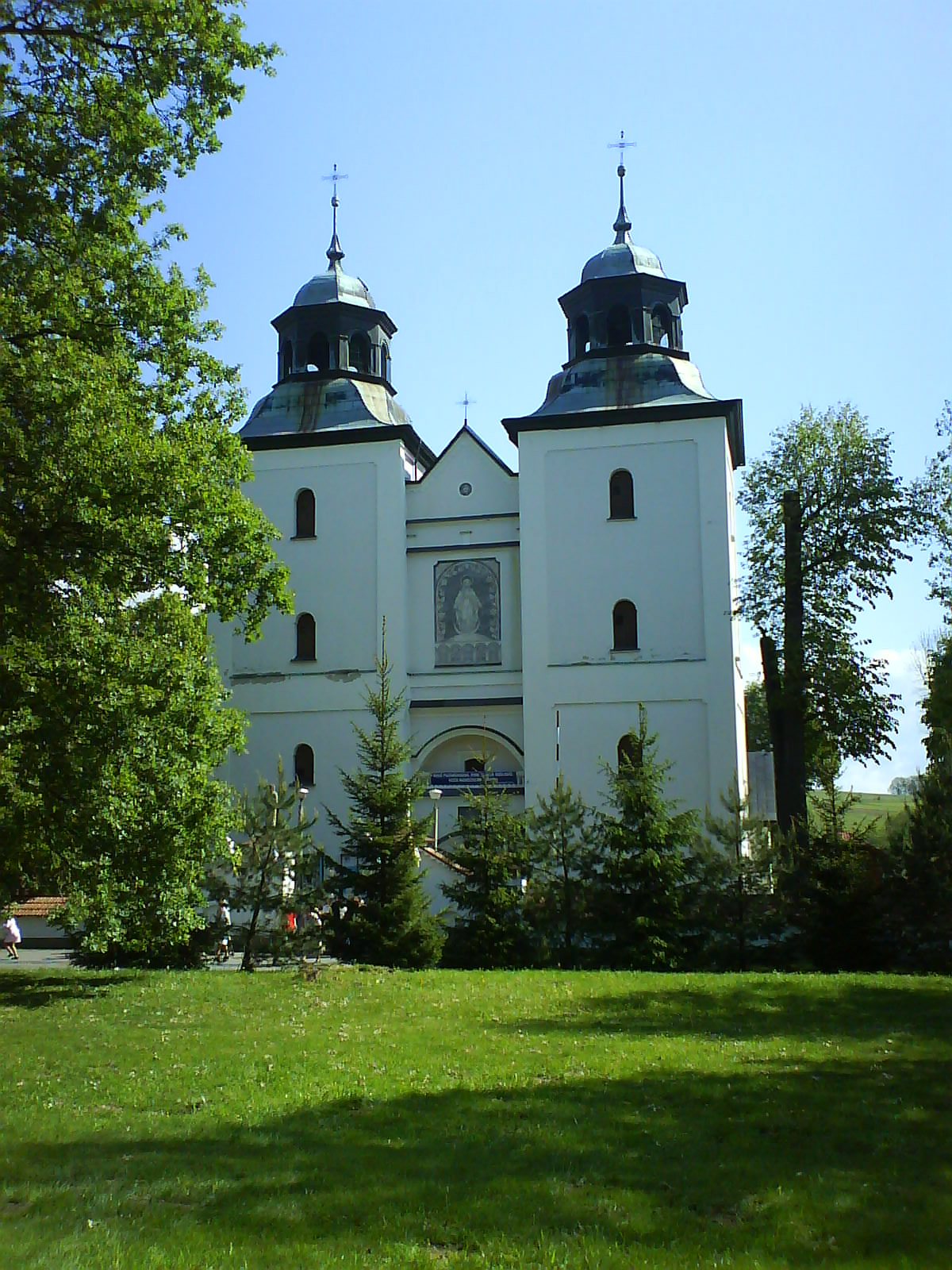
Sanktuarium